# Pijev život
Pijev život (eng. Life of Pi) je američki avanturistički igrani film redatelja Anga Leeja snimljen 2012. godine. Radnja se temelji na istoimenom romanu kanadskog književnika Yanna Martela. Protagonist 16-godišnji dječak po imenu Piscline Molitor "Pi" Patel (čiji lik tumači Suraj Sharma) koji je nakon brodoloma na Tihom oceanu prisiljen dijeliti čamac za spašavanje s bengalskim tigrom. Film je snimljen u 3D tehnologiji te je postao veliki komercijalni uspjeh i dobio vrlo dobre kritike. Na 85. dodjeli Oscara je osvojio četiri nagrade, uključujući nagradu Angu Leeju za najboljeg redatelja.

## Vanjske poveznice
- Službena stranica  Arhivirana inačica izvorne stranice od 17. lipnja 2013. (Wayback Machine)